# 木卫十八
木卫十八又稱為「德彌斯托」（S/1975 J 1, S/2000 J 1, Themisto），是环绕木星运行的一颗卫星，它發現於1975年，之後就失蹤了，直到2000年才再度被發現。

## 發現和命名
木衛十八是在1975年被查爾斯·科瓦爾和伊麗莎白·羅默爾發現，予以臨時編號S/1975 J 1，由於對其軌道特性不清楚，因此這顆衛星隨後便失蹤了。
木衛十八曾出現在1980年代天文書籍的注解裡。到2000年才被斯科特·謝帕德、大衛·朱維特、Yanga R. Fernández、Eugene A. Magnier等人發現，剛開始他們以為是一個新天體所以給一個S/2000 J 1的臨時編號，但之後證明跟1975年失蹤的衛星是同一個衛星。

## 軌道
木衛十八的軌道很特殊，介於希瑪利亞群和伽利略衛星之間，它既不是逆行衛星，在距離上又沒有鄰近的衛星，因此在分類上自成一組。